# Карл Ото Кох
Карл Ото Кох (Дармштат, 2. август 1897 — Концентрациони логор Бухенвалд, 5. април 1945), пуковник у немачкој елитној јединици СС је био први командат нацистичког концетрационог логора у Бухенвалду (од 1937. до 1941), и касније у Лублину (логор Мајданек).
Његова жена је била Илсе Кох, са којом се оженио 1936. године, боље позната као Вештица из Бухенвалда ("Die Hexe von Buchenwald"). Када је Кох премештен у Бухенвалд, СС је поставио Илсе за главног посматрача. Има много прича, веродостојних али недоказаних, да је наредила израду рукавица и абажура од људске коже затвореника.
Према извештају из логора, Гестапо је ухапсио пуковника Коха августа 1944. године због фалсиковања и злоупотребе положаја. Тужилац је био СС судија Конрад Морген. Након истраге и суђења Карл Кох је осуђен на смрт, а Илсе је ослобођена. Кох је погубљен 5. априла 1945. године, недељу дана пре него што су амерички војници стигли.
Илсе Кох је после рата осуђена на доживотну робију. Она је касније извршила самоубиство док је била у затвору 1967. године.